# 蓬德卢纳
蓬德卢纳，是西班牙阿拉贡自治区萨拉戈萨省的一个市镇。 总面积10平方公里，总人口58人（2001年），人口密度6人/平方公里。